# Simplicidentata
Simplicidentata je grupa sisara koja uključuje glodare (red Rodentia) i njihove najbliže izumrle srodnike. Termin se istorijski koristio kao alternativa Rodentia, upoređujući glodare (koji imaju jedan par gornjih sekutića) sa njihovim bliskim srodnicima lagomorfima (koji imaju dva). Međutim, Simplicidentata se sada definiše tako da uključuje sve članove Gliresa (klade formirane od lagomorfa i glodara) koji dele novijeg zajedničkog pretka sa živim glodarima nego sa živim lagomorfima. Dakle, Simplicidentata je sveukupna grupa koja je inkluzivnija od Rodentia, krunske grupe koja uključuje sve žive glodare, njihovog poslednjeg zajedničkog pretka i sve njegove potomke. Prema ovoj definiciji, gubitak drugog para gornjih sekutića je sinapomorfna (zajednička izvedena) karakteristika Simplicidentata. Gubitak drugog gornjeg pretkutnjaka (P2) se takođe smatra sinapomorfnim za Simplicidentata, ali primitivni simplicidentatni Sinomylus ima P2.

## Literatura
- Landry, S.O., Jr. 1999. A proposal for a new classification and nomenclature for the Glires (Lagomorpha and Rodentia). Mitteilungen aus dem Museum für Naturkunde in Berlin, . Zoologische Reihe. 75 (2): 283—316. 1999. Недостаје или је празан параметар |title= (помоћ).
- McKenna, Malcolm C.; Bell, Susan K. (1997). Classification of Mammals: Above the Species Level. Columbia University Press. ISBN 978-0-231-11013-6.
- McKenna, Malcolm C.; Meng, Jin (2001). „A primitive relative of rodents from the Chinese Paleocene”. Journal of Vertebrate Paleontology. 21 (3): 565—572. S2CID 86245040. doi:10.1671/0272-4634(2001)021[0565:APRORF]2.0.CO;2..
- Meng, Jin; Wyss, Andr� R. (1994). „Enamel microstructure ofTribosphenomys (Mammalia, glires): Character analysis and systematic implications”. Journal of Mammalian Evolution. 2 (3): 185—203. S2CID 12608999. doi:10.1007/BF01473528. replacement character у |first2= на позицији 5 (помоћ).
- Meng, Jin; Wyss, André R. (2001). „The Morphology of Tribosphenomys (Rodentiaformes, Mammalia): Phylogenetic Implications for Basal Glires”. Journal of Mammalian Evolution. 8 (1): 1—71. S2CID 22968979. doi:10.1023/A:1011328616715..
- Meng, J., Hu, Y. and Li, C. 2003. The osteology of Rhombomylus (Mammalia, Glires): implications for phylogeny and evolution of Glires. Bulletin of the American Museum of Natural History, 275:1–247.
- Meng, J., Kraatz, B.P., Wang, Y., Ni, X., Gebo, D.L. and Beard, K.C. 2009. A new species of Gomphos (Glires, Mammalia) from the Eocene of the Erlian Basin, Nei Mongol, China. American Museum Novitates 3670:1–11.
- Rose, Kenneth D. (26. 9. 2006). The Beginning of the Age of Mammals. Baltimore: Johns Hopkins University Press. ISBN 978-0-8018-8472-6.
- Szalay, Frederick S. (1999). „Reviewed work: Classification of Mammals above the Species Level, M. C. Mckenna, S. K. Bell”. Journal of Vertebrate Paleontology. 19 (1): 191—195. Bibcode:1999JVPal..19..191S. JSTOR 4523980. doi:10.1080/02724634.1999.10011133.
- Szalay, Frederick S. (1999). „M. C. McKenna and S. K. Bell: Classification of Mammals above the Species Level”. Journal of Vertebrate Paleontology. 19 (1): 191—195. Bibcode:1999JVPal..19..191S. doi:10.1080/02724634.1999.10011133..